# The Money Habit
The Money Habit er en amerikansk stumfilm fra 1924 instrueret af Walter Niebuhr.

## Medvirkende
- Clive Brook som Noel Jason
- Annette Benson som Diana Hastings
- Nina Vanna som Cecile d'Arcy
- Warwick Ward som Varian
- Fred Rains som Marley
- Eva Westlake
- Philip Hewland som  Mr. Hastings
- Muriel Gregory
- Kate Gurney som Mrs. Hastings